# Demeure de Dilhac
La Demeure de Dilhac est un ensemble de bâtiments de maître situé à Montvert dans le Cantal.

## Descriptions
Le domaine de Dilhac est un ensemble rural composé de différents bâtiments construits en granit et lauzes, avec une architecture qui est un mélange des influences de la Châtaigneraie caractérisé par des éléments dissociés et superposés et du Salersois à l'architecture massive aux matériaux solides.
Les différentes parties constitutives ont été construites et remaniées à la fin du XVe siècle (vers 1480), puis en 1627 et au XIXe siècle.
La maison de maître a été construite en 1627. Son intérieur comporte des cheminées et des boiseries dans la salle commune, la cuisine, l'escalier et les  chambres. Elle a été remaniée au XIXe siècle.
Les deux logis de ferme accolés présentent des percements de la fin du XVe siècle. Ils ont des fonctions superposées, cave, salle commune et grenier. La grange-étable date du XVIIe siècle et la fourniole de 1856.

## Historique
Pierre Caylus (1746-1824), procureur au présidial d'Aurillac, en était propriétaire au XVIIIe siècle. Sa fille Marie Hélène (née le 1er mars 1787 à Aurillac) l'apporte en dot à Louis-Furcy Grognier, l'avocat qui a liquidé la Société des Chinchons.

## Galerie

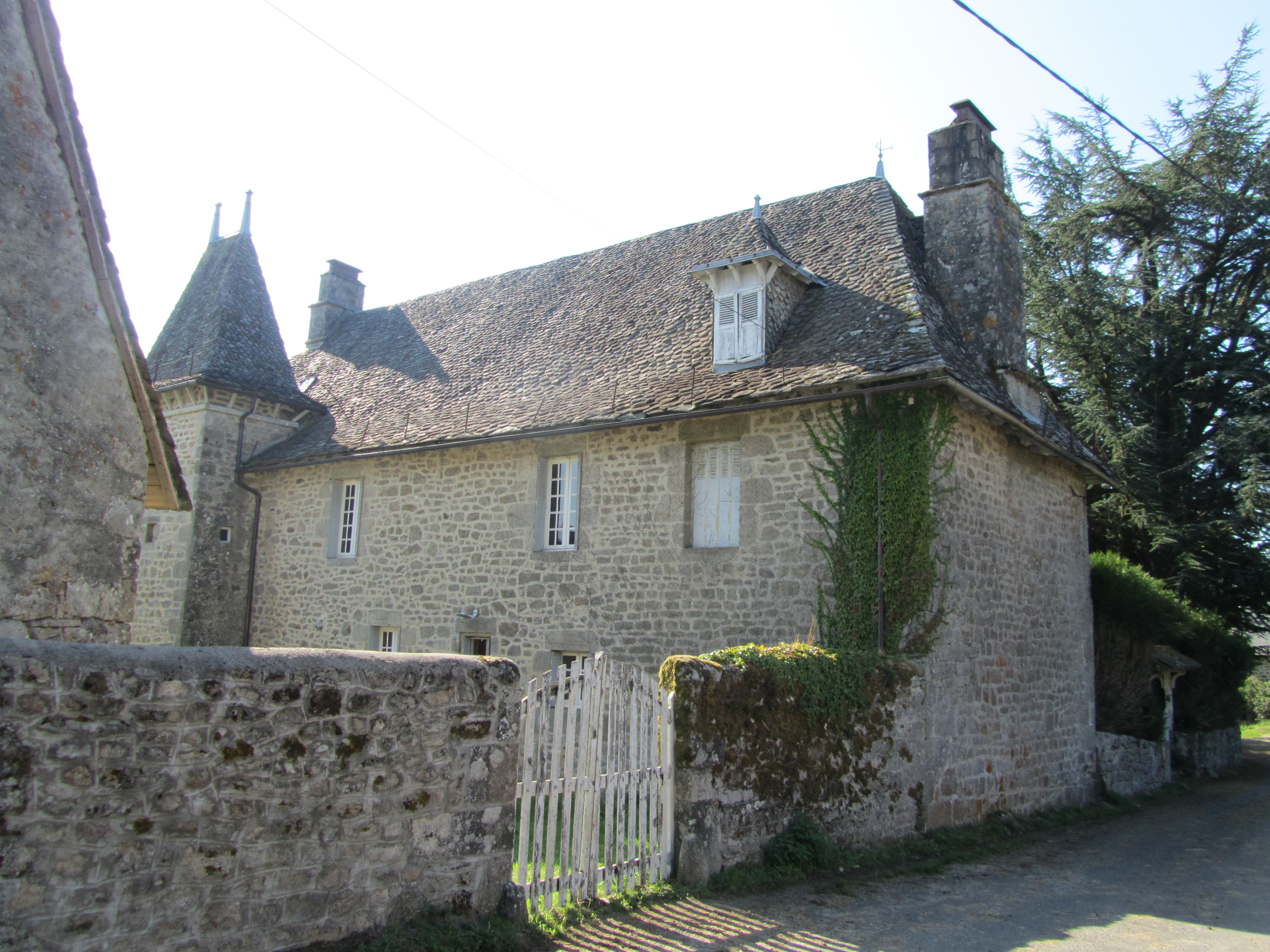
Maison principale de Dilhac
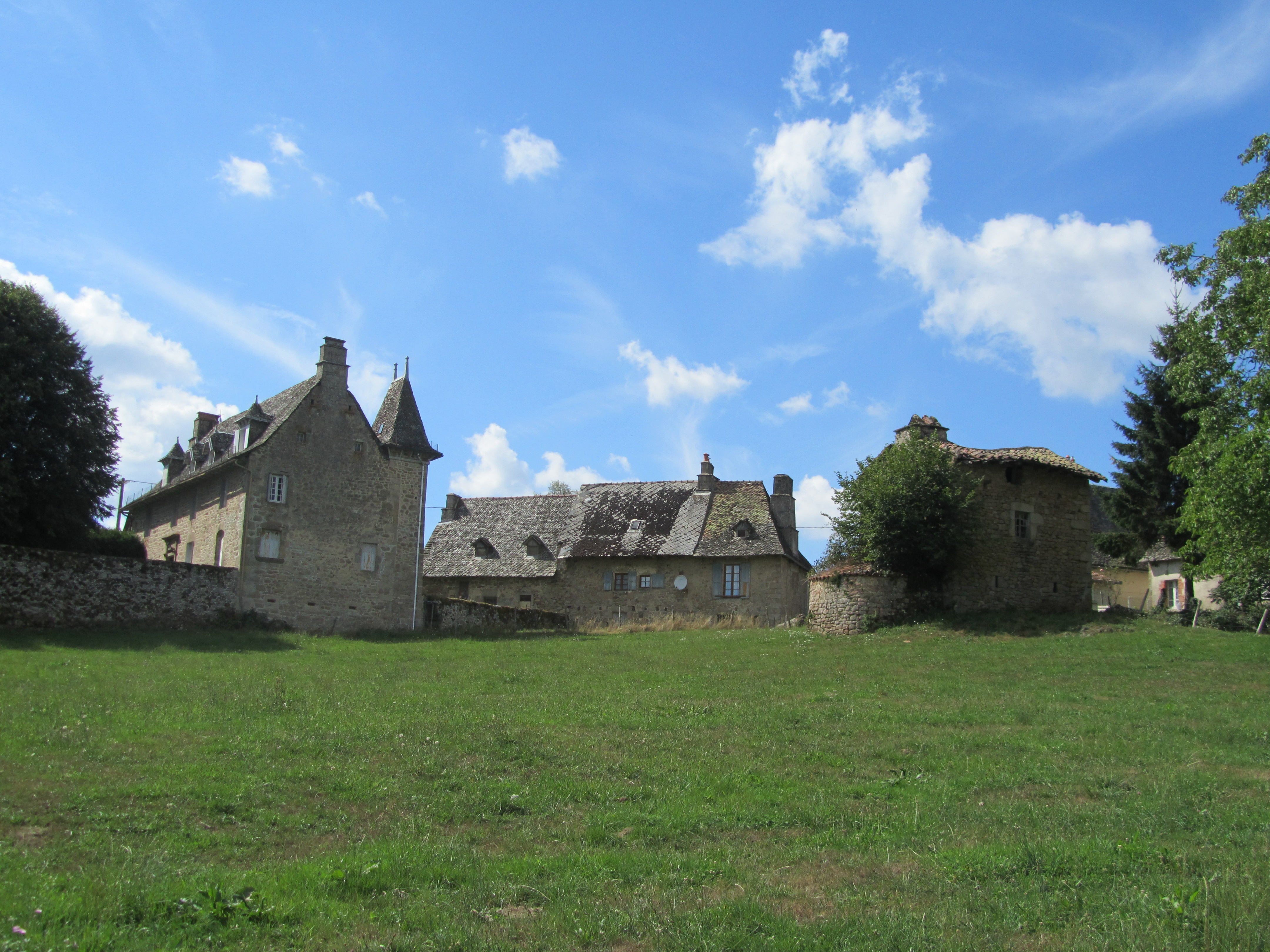
Vue d'ensemble de Dilhac
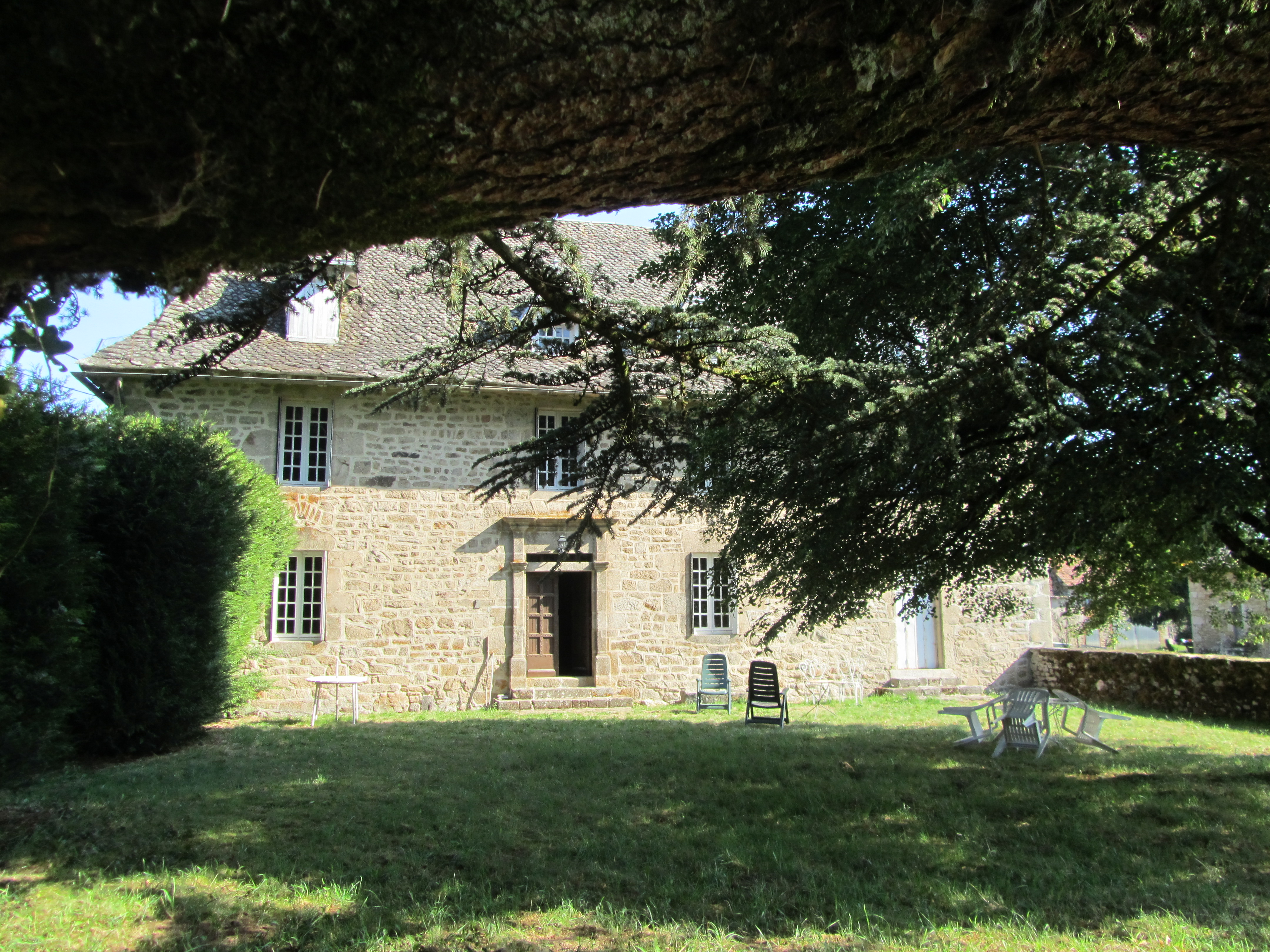
Dilhac vue de face de la maison principale
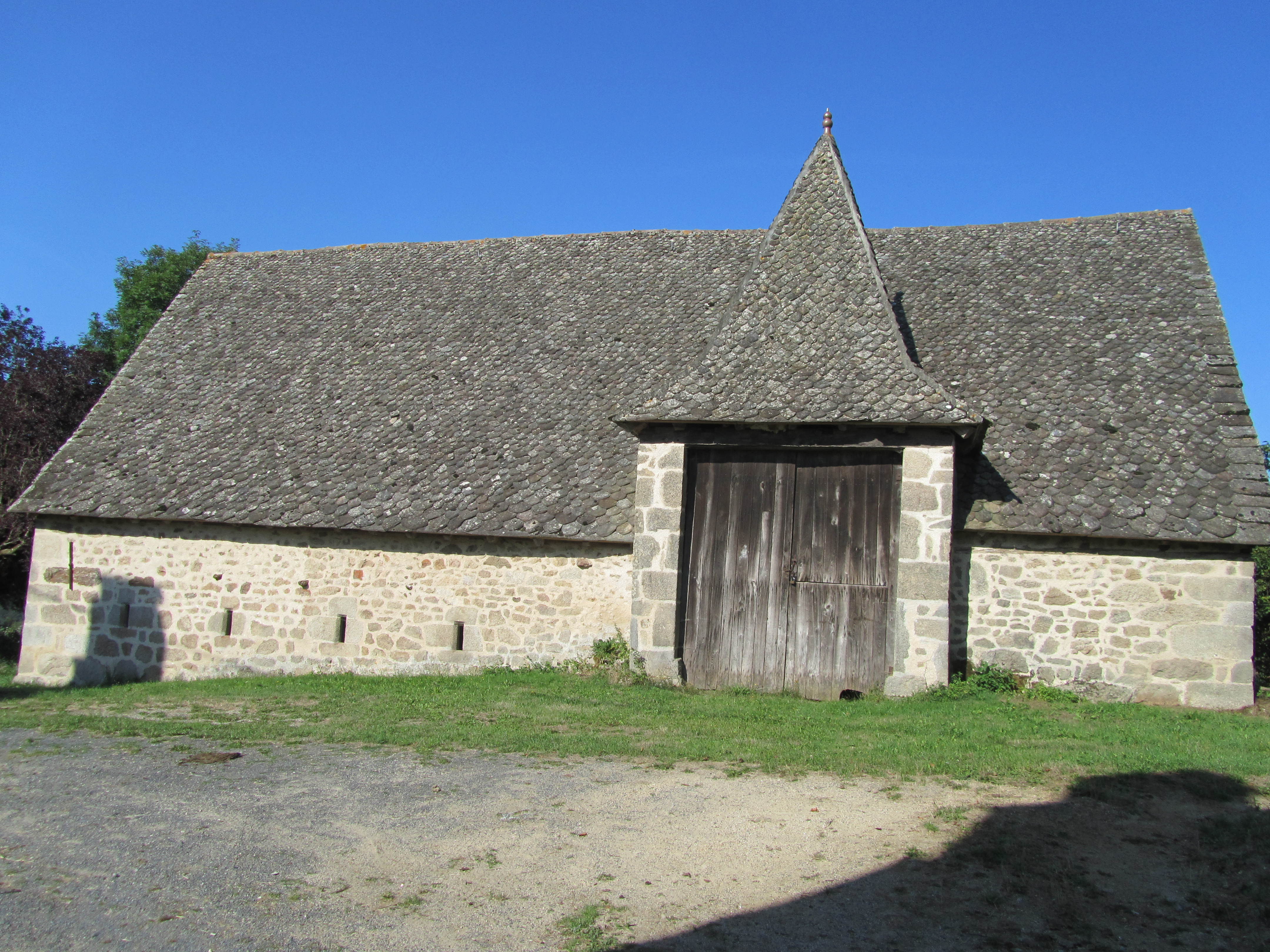
Grange de Dilhac